# Wiklöf Holding Arena
Het Wiklöf Holding Arena is een multifunctioneel stadion in Mariehamn, de hoofdstad van de autonome Finse regio Åland. De bijnaam van het stadion is 'WHA'. Bij de opening heette het stadion Maarianhaminan Idrottsparken.
In het stadion is plaats voor 5.637 toeschouwers. Het stadion werd geopend in 1932. Het voetbalveld kwam in 1968 en de atletiekbaan in 1979. In 2005 vond wederom een grote renovatie plaats. Er werd toen onder andere verlichting aangebracht in het stadion. Omdat die renovatie gefinancierd werd door het bedrijf van zakenman Anders Wiklöf kreeg het stadion zijn naam.
Het stadion wordt vooral gebruikt voor voetbalwedstrijden; de voetbalclub IFK Mariehamn maakt gebruik van dit stadion.
Er konden in het verleden ook atletiekwedstrijden worden gespeeld: rondom het grasveld lag een atletiekbaan. In februari 2018 besloot de gemeenteraad om het stadion alleen nog maar te gebruiken voor voetbalwedstrijden en de atletiekbanen te verwijderen. Er zijn plannen voor een verwarmd kunstgrasveld.